# Stade René-Gaillard
Le stade René-Gaillard (auparavant stade de la Venise verte) est un stade qui allie l'athlétisme et le football, situé dans le quartier de La Venise Verte au sud-ouest de la ville de  Niort dans le département des Deux-Sèvres.
Depuis 1974, c'est le terrain de jeu du Chamois niortais Football Club jusqu'en 2025, date de disparition du club. Le stade René-Gaillard a une capacité totale de 10 886 places,,. Les places assises sont réparties en tribune Honneur, Pesage, Visiteurs et espace VIP Bodard. 21 places sont réservées aux personnes handicapées.

## Histoire
Le stade de la Venise verte a été inauguré le 3 août 1974 par René Gaillard désirant mener à bien un projet de stade d'envergure et complexe sportif (patinoire et salle omnisports) pour la ville de Niort. Le stade sera rebaptisé plus tard stade René-Gaillard en mémoire de l'ancien maire de Niort, René Gaillard brutalement décèdé en décembre 1985. Les Chamois Niortais délaissèrent alors le stade de Genève qu’ils occupaient depuis 1925 pour investir ce nouveau site.
Le record d'affluence du stade remonte à la saison 1987-1988, l'unique saison des Chamois en Division 1. Le 24 octobre 1987, ils sont 16 715 à s’entasser dans les travées de la Venise Verte pour assister à la venue de l'Olympique de Marseille.
Longtemps, le club niortais a joui d'une dérogation pour évoluer en deuxième division dans un stade qui ne respectait pas les normes de l'antichambre de l'élite. Il faudra attendre 2006 pour que les différents aménagements nécessaires à l'homologation de l'enceinte soient menés : sécurisation du parcage visiteur, pose de nouvelles caméras de surveillance, et rénovation des vestiaires.
Pourtant, et malgré ces quelques aménagements, le stade René-Gaillard est aujourd'hui obsolète, inapte à la pratique du football professionnel et à ses exigences (confort, loges, presse...). Depuis plusieurs années, la promesse du Grand Stade de Niort animent la vie politique locale, mais le projet est sans cesse repoussé. En 2004, l’architecte chilien Borja Huidobro se voyait confier la réalisation d’un stade de 12 000 places aux normes de la Ligue 2, dont la capacité pourrait facilement être portée à 20 000 places. L’ensemble devant coûter 25 millions d'euros (7 millions supplémentaires pour agrandir l’enceinte). Aux dernières nouvelles, le projet « s'inscrit dans un avenir à douze ans »... à moins qu'une éventuelle remontée des Chamois en Ligue 1 vienne changer la donne.
Malgré les critiques concernant son obsolescence pour des matchs de football, ce stade bénéficie d'une piste d'athlétisme parmi les plus belles de France. Le Stade Niortais Athlétisme est le deuxième locataire de cette enceinte avec les Chamois Niortais. Cette piste a d'ailleurs accueilli les championnats de France "Elite" en 1999 et 2007, les championnats de France Jeunes en 2004 et 2010 et les championnats de France interclub jeunes en 2012 en présence de Bernard Amsalem (président de la FFA) et reste toujours une référence pour la Fédération Française d'Athlétisme.
En juin 2014 la pelouse a été refaite a neuf par les équipes de jardiniers municipaux. Le chantier a démarré le 2 juin, s'est déroulé en plusieurs étapes :
- décapage et rabotage de 3,5 centimètres de tapis végétal,
- semis le 7 juin pour faciliter le drainage,
- adjonction de produits a bases d'algues pour renforcer les petits brins et les semis de complément

La réfection du tapis vert, plus basse de quelques centimètres a également nécessité le repositionnement des arroseurs automatiques.Pour obtenir la "licence club" de la LFP à la rentrée 2014, une nouvelle tribune est installée à la charge du Club des Chamois ainsi que des nouveaux bancs de touche portant ainsi la capacité du stade à 10 028 places assises, et des panneaux publicitaires à LED.
En 2019 un grand projet de restructuration du complexe (23 millions d'euros) est lancé avec un nouveau stade de football de 8500 places sur l'emplacement du terrain annexe, tout en modernisant la piste pour la pratique de l'athlétisme. Malgré les concours et études lancées, le projet est suspendu au début de l'année 2021.
En 2019 est construit un nouvel espace de réception VIP avec terrasse appelé espace Bodard.

## Informations techniques
- Éclairage : 1300 lux
- 1 terrain d'honneur 105 m × 68 m, éclairé avec arrosage intégré
- 1 piste synthétique d'athlétisme 8 couloirs (longueur totale 400 m)
- 1 piste synthétique annexe 4 couloirs
- 2 terrains annexes : 1 gazonné 105 × 68 m, non éclairé avec arrosage intégré et piste synthétique d'athlétisme 4 couloirs, 1 terrain synthétique 105 × 68, éclairé
- 7 vestiaires (avec douches collectives) dont 1 avec un bain de récupération
- 1 tivoli pour les réception
- salle polyvalente (VIP)[5]

- Tribune d'Honneur : 2 109 places assises
- Tribune Pesages : 3 760 places assises
- Tribune Populaire Nord
  - A : 588 places assises (tribune supprimée en 2019 pour l'espace Bodard)
  - B : 396 places assises (tribune "bâchée" depuis 2015)
  - C : 496 places assises (tribune "bâchée" depuis 2015)
- Tribune Populaire Sud
  - D : 736 places assises (tribune "bâchée" depuis 2015)
  - E : 946 places assises (tribune supprimée en 2016)
  - F : 976 places assises (tribune visiteur)
- Places debout : 1 324 (devant tribunes Pesages et Populaires A,B,C,D,E,F)
- Places "Handicapés" : 21

## Événements

### Athlétisme
- Championnats de France d'athlétisme 1999, 30 juillet au 1er août 1999
- Finale du Championnat de France de Football Américain 17 juin 2000
- Championnats de France d'athlétisme 2007, 3 au 5 août 2007

### Football

#### Coupe de France
Le tableau suivant indique les matchs de la Coupe de France disputés au stade Réné-Gaillard en phase finale (hors Chamois niortais FC).
| Date            | Tour          | Équipe 1                 | Résultat          | Équipe 2               | Affluence |
| --------------- | ------------- | ------------------------ | ----------------- | ---------------------- | --------- |
| 2 février 1975  | 32e de finale | AS Libourne              | 3 - 2             | FC Tours               | 2 091     |
| 13 février 1977 | 32e de finale | Stade rennais FC         | 3 - 2ap           | Limoges FC             | 3 563     |
| 12 février 1983 | 32e de finale | FC Girondins de Bordeaux | 4 - 0             | ES La Rochelle         | 7 967     |
| 6 mars 1993     | 32e de finale | Stade poitevin PEPP      | 2 - 6             | AS Monaco FC           | 6 387     |
| 4 février 1995  | 16e de finale | CSC Thouars              | 1 - 2             | Le Havre AC            | 2 311     |
| 17 janvier 1998 | 32e de finale | Thouars Foot 79          | 1 - 3             | Paris Saint-Germain FC | 10 500    |
| 10 février 2001 | 16e de finale | Vendée Fontenay Foot     | 1 - 0             | CS Sedan-Ardennes      | 5 000     |
| 10 mars 2001    | 8e de finale  | Vendée Fontenay Foot     | 2 - 2ap, 4 - 5tab | Olympique lyonnais     | 10 000    |
| 5 janvier 2013  | 32e de finale | FC Chauray               | 1 - 5             | FC Lorient             | 6 650     |

## Galerie

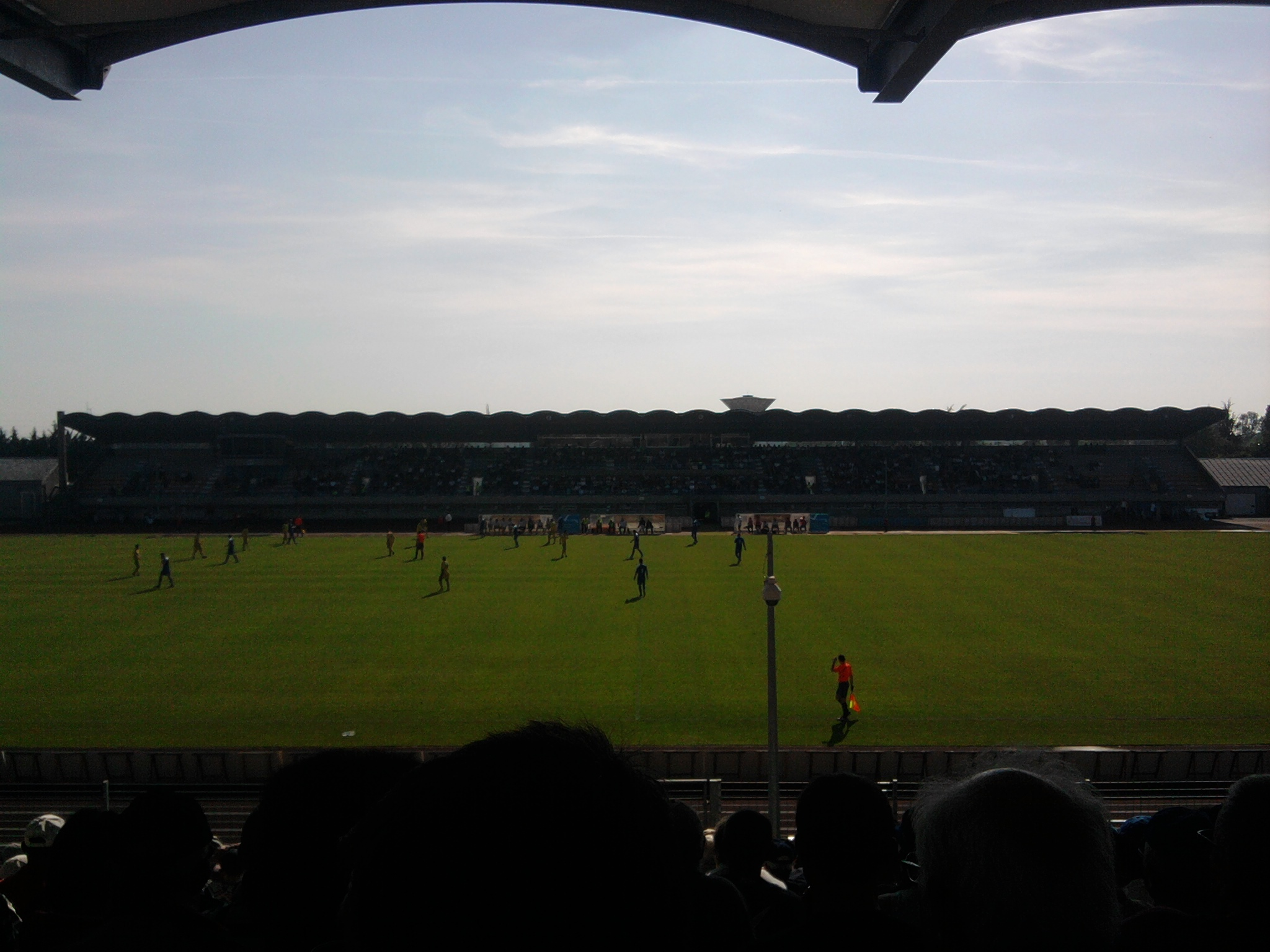
Tribune d'Honneur
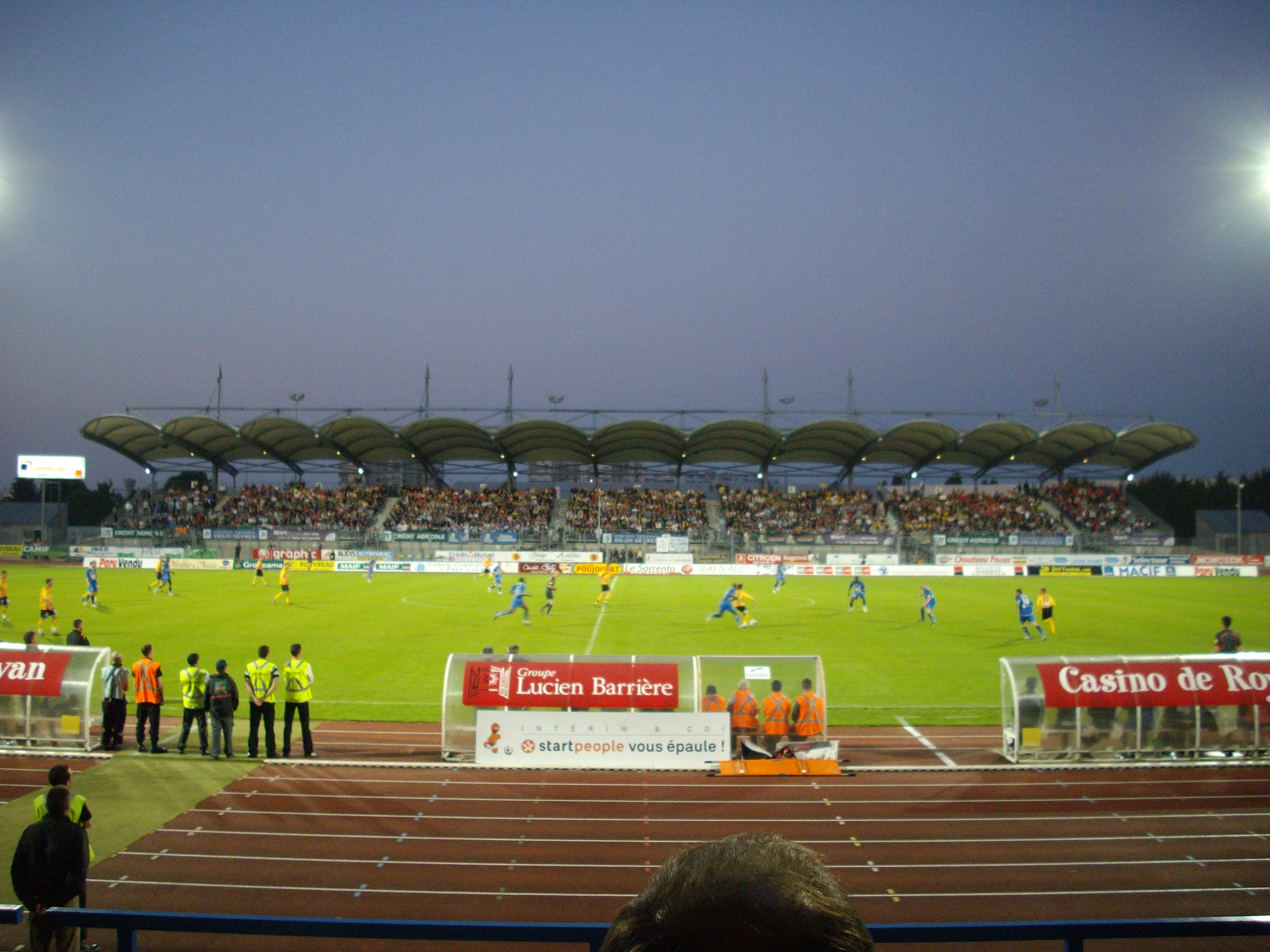
Tribune Pesages
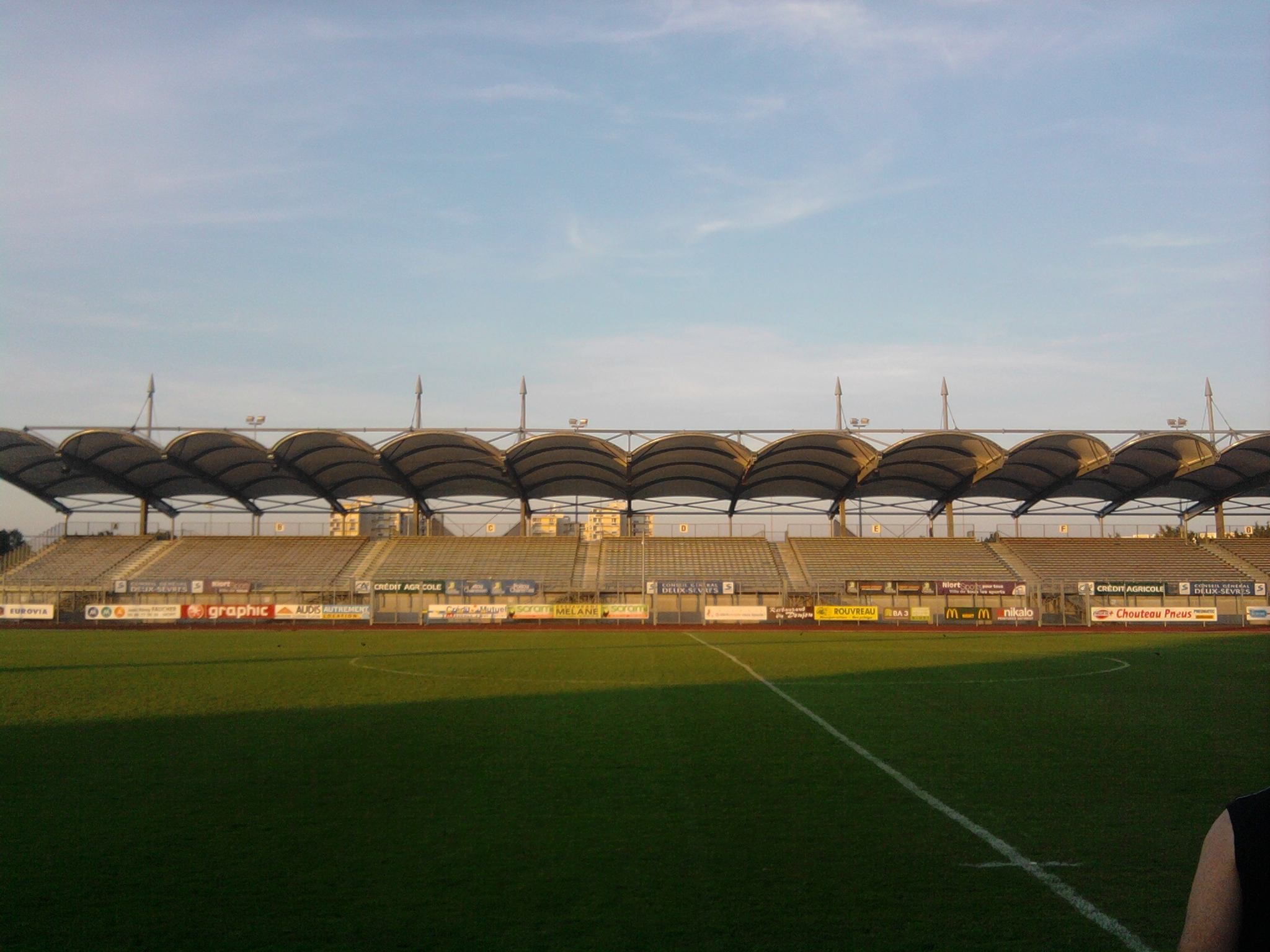
Tribune Pesages
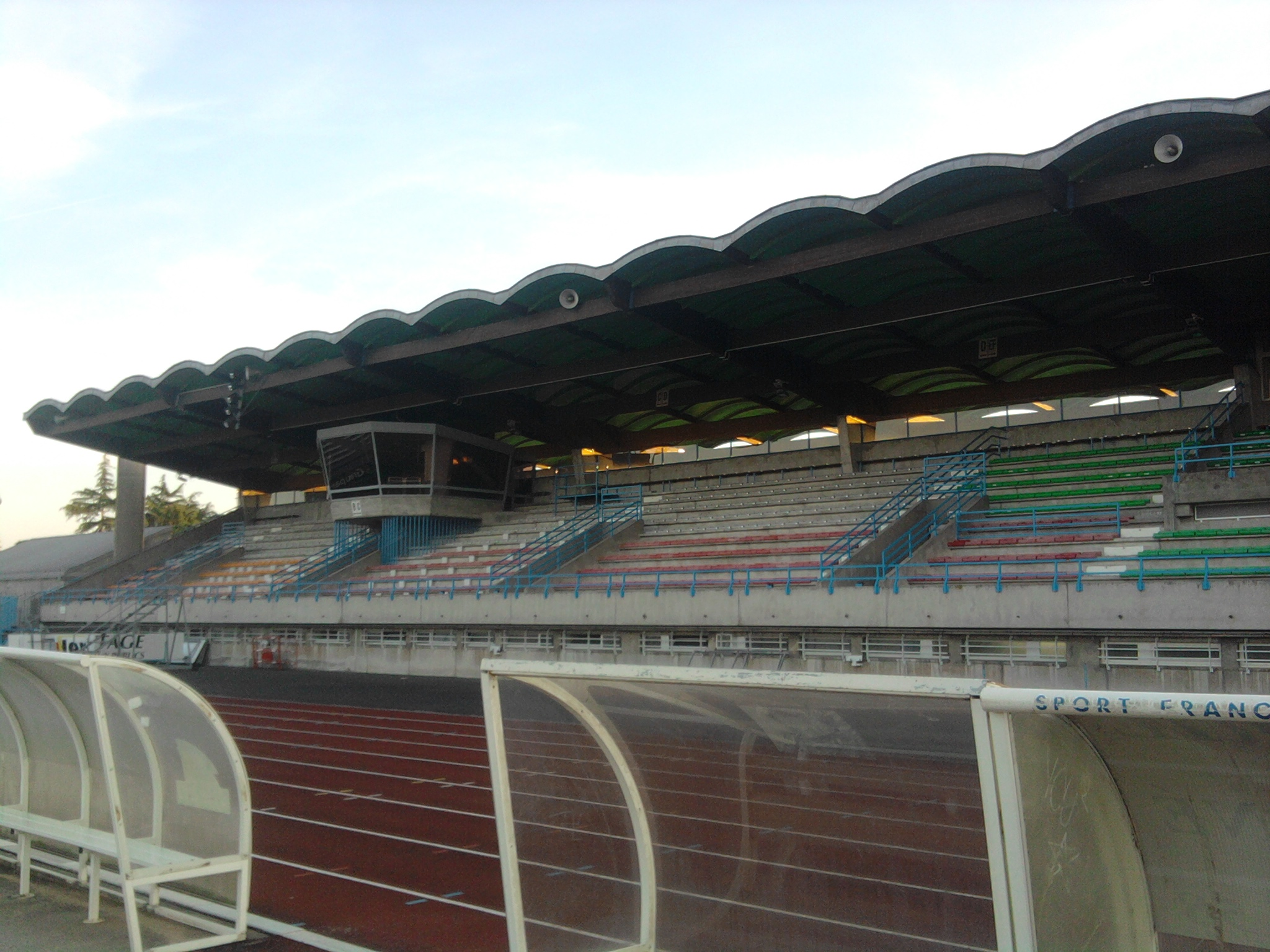
Tribune d'Honneur
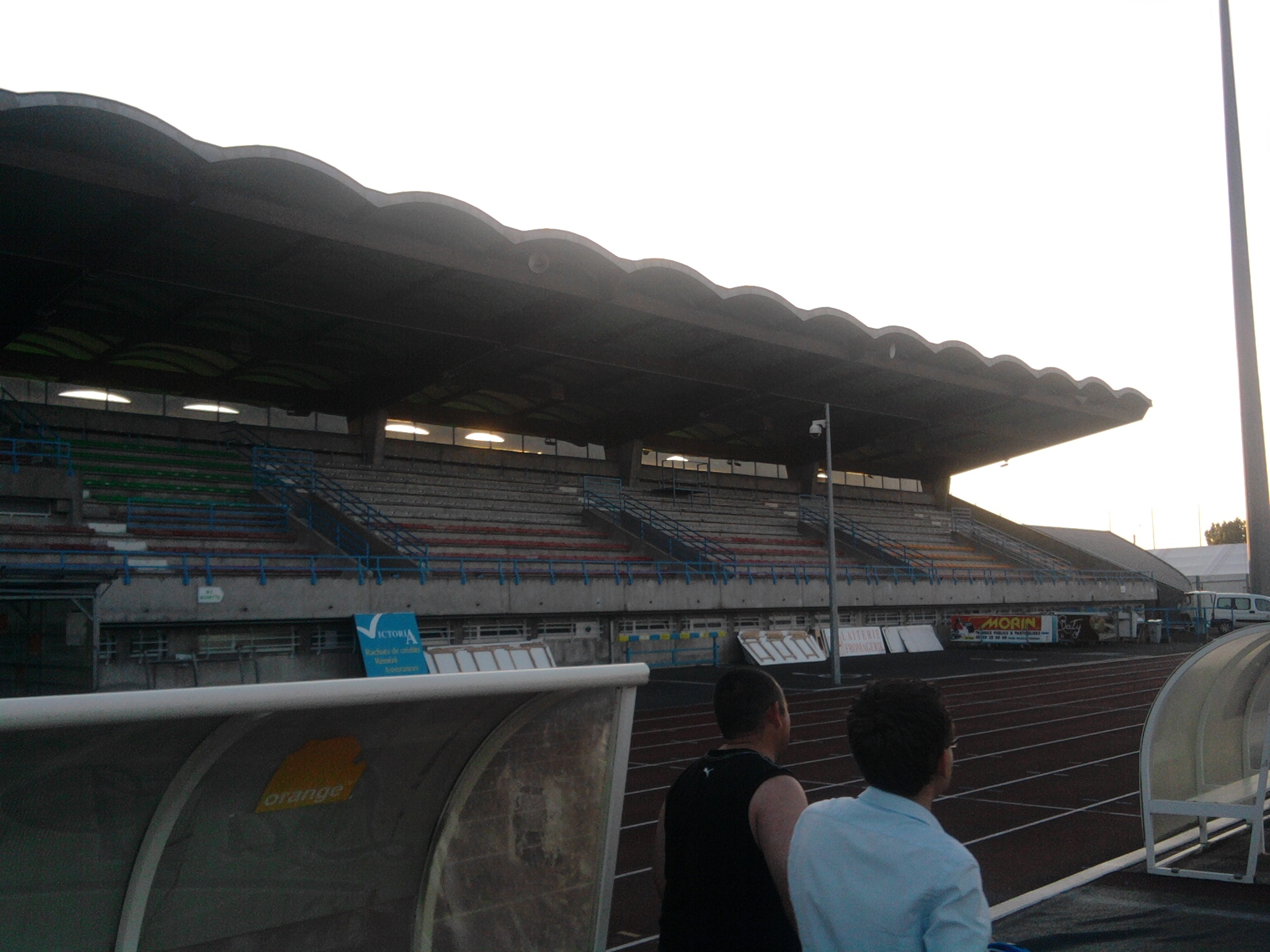
Tribune d'Honneur
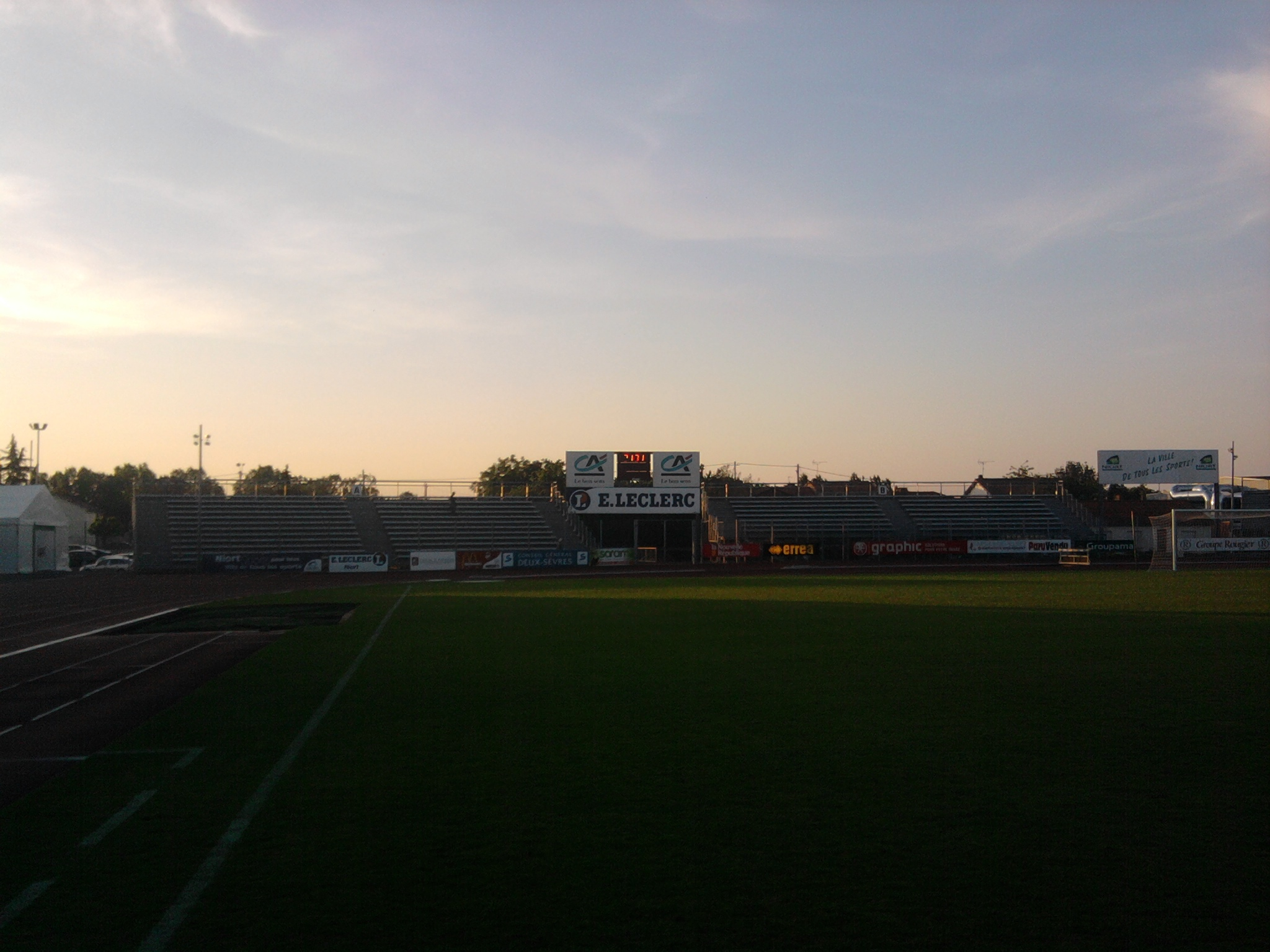
Tribune Populaire Nord
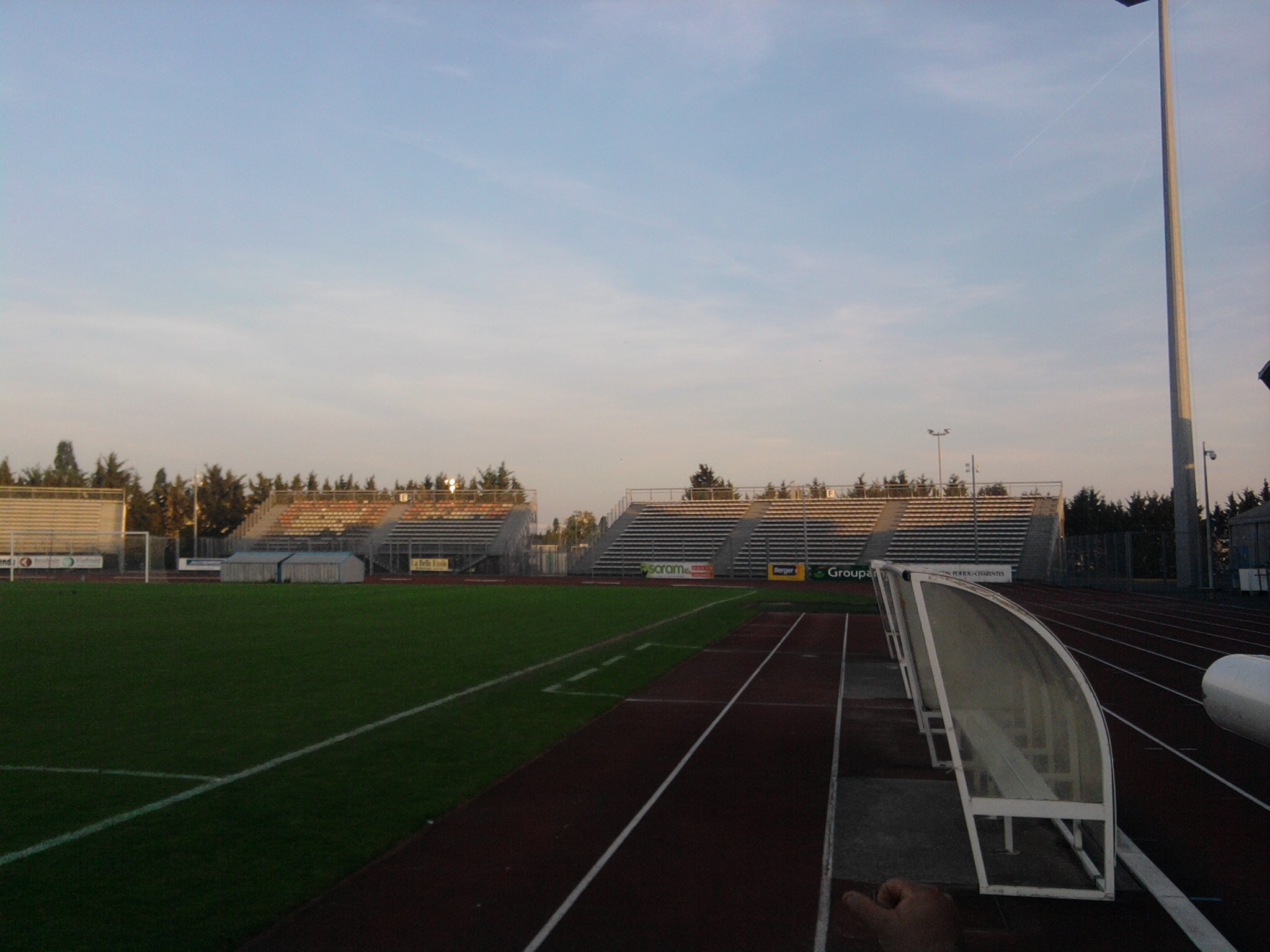
Tribune Populaire Sud